# Europese kampioenschappen roeien 2023
De Europese kampioenschappen roeien 2023 werden van donderdag 25 mei tot en met zondag 28 mei gehouden op het meer van Bled in Slovenië. Er werden medailles verdeeld op eenentwintig onderdelen, acht bij de mannen, acht bij de vrouwen en vijf voor paralympische sporters.

## Medaillewinnaars

### Mannen
| Bootklasse              | Goud | Goud    | Zilver | Zilver  | Brons | Brons   |
| Skiff M1x               | Nederland Lennart van Lierop | 6.46,91 | Griekenland Stefanos Ntouskos | 6.47,87 | Duitsland Oliver Zeidler | 6.48,14 |
| Twee zonder M2-         | Zwitserland Roman Röösli Andrin Gulich | 6.22,34 | Verenigd Koninkrijk Oliver Wynne-Griffith Thomas Georg | 6.22,44 | Spanje Jaime Canalejo Pazos Javier García | 6.22,96 |
| Dubbel twee M2x         | Kroatië Martin Sinković Valent Sinković | 6.07,00 | Italië Luca Rambaldi Matteo Sartori | 6.08,25 | Nederland Stef Broenink Melvin Twellaar | 6.10,74 |
| Vier zonder M4-         | Verenigd Koninkrijk Oliver Wilkes David Ambler Matthew Aldridge Freddie Davidson                                                                  | 5.49,34 | Nederland Guus Mollee Nelson Ritsema Olav Molenaar Gert-Jan Van Doorn                                                                                           | 5.52,24 | Frankrijk Thibaud Turlan Guillaume Turlan Benoît Brunet Teo Rayet                                                                                  | 5.53,12 |
| Dubbel vier M4x         | Polen Dominik Czaja Mateusz Biskup Mirosław Ziętarski Fabian Barański                                                                             | 5.40,23 | Nederland Finn Florijn Simon van Dorp Tone Wieten Koen Metsemakers                                                                                              | 5.41,67 | Italië Nicolò Carucci Andrea Panizza Luca Chiumento Giacomo Gentili                                                                                | 5.42,01 |
| Acht M8+                | Verenigd Koninkrijk Rory Gibbs Morgan Bolding Jacob Dawson Thomas Digby Charles Elwes Sholto Carnegie James Rudkin Thomas Ford Henry Fieldman (s) | 5.28,09 | Roemenië Mihăiță Țigănescu Ciprian Tudosă Florin Arteni-Fîntînariu Mugurel Semciuc Marius Cozmiuc Sergiu Bejan Ștefan Berariu Florin Lehaci Adrian Munteanu (s) | 5:28,14 | Nederland Nicolas van Sprang Rik Rienks Jan van der Bij Ruben Knab Sander de Graaf Jacob van de Kerkhof Ralf Rienks Mick Makker Dieuwke Fetter (s) | 5:28,61 |
| Lichte skiff LM1x       | Frankrijk Hugo Beurey | 6.51,26 | Italië Niels Torre | 6.51,81 | Zwitserland Andri Struzina | 6.57,25 |
| Lichte dubbel twee LM2x | Zwitserland Jan Schaeble Raphael Ahumada Ireland                                                                                                  | 6.13,81 | Italië Stefano Oppo Gabriel Soares | 6.15,06 | Griekenland Petros Gkaidatzis Antonios Papakonstantinou                                                                                            | 6.15,99 |

### Vrouwen
| Bootklasse              | Goud | Goud    | Zilver | Zilver  | Brons | Brons   |
| Skiff W1x               | Nederland Karolien Florijn | 7.24,18 | Zwitserland Aurelia-Maxima Katharina Janzen | 7.29,45 | Servië Jovana Arsić | 7.31.86 |
| Twee zonder W2-         | Roemenië Ioana Vrînceanu Roxana Anghel | 6.56,40 | Nederland Ymkje Clevering Veronique Meester | 6.57,56 | Spanje Aina Cid Esther Briz Zamorano | 7.03,56 |
| Dubbel twee W2x         | Roemenië Ancuța Bodnar Simona Radiș | 6.40,83 | Litouwen Donata Karalienė Dovile Rimkutė | 6.41,18 | Nederland Roos de Jong Laila Youssifou | 6.45,98 |
| Vier zonder W4-         | Roemenië Mădălina Bereș Maria Tivodariu Magdalena Rusu Amalia Bereș                                                                                          | 6.22,69 | Verenigd Koninkrijk Heidi Long Rowan McKellar Helen Glover Rebecca Shorten                                                                               | 6.23,72 | Nederland Marloes Oldenburg Benthe Boonstra Hermijntje Drenth Tinka Offereins                                                                     | 6.27,10 |
| Dubbel vier W4x         | Oekraïne Daryna Verkhogliad Nataliya Dovgodko Anastasiia Kozhenkova Kateryna Dudchenko                                                                       | 6.19,12 | Nederland Martine Veldhuis Lisa Scheenaard Ilse Kolkman Tessa Dullemans                                                                                  | 6.20,28 | Verenigd Koninkrijk Lauren Henry Hannah Scott Georgina Brayshaw Lucy Glover                                                                       | 6.22,13 |
| Acht W8+                | Roemenië Maria-Magdalena Rusu Roxana Anghel Adriana Adam Maria Tivodariu Mădălina Bereș Amalia Bereș Ioana Vrînceanu Simona Radiș Victoria-Stefania Petreanu | 6.01,55 | Verenigd Koninkrijk Natasha Morrice Emily Ford Lauren Irwin Karen Bennett Esme Booth Samantha Redgrave Harriet Taylor Annie Campbell-Orde Henry Fieldman | 6.08,01 | Italië Giorgia Pelacchi Sofia Secoli Veronica Bumbaca Alice Gnatta Elisa Mondelli Silvia Terrazzi Alice Codato Linda De Filippis Emanuele Capponi | 6.13,07 |
| Lichte skiff LW1x       | Roemenië Ionela-Livia Cozmiuc | 7.32,43 | Griekenland Evangelia Anastasiadou | 7.35,14 | Tsjechië Kristyna Neuhortová | 7.40,29 |
| Lichte dubbel twee LW2x | Verenigd Koninkrijk Emily Craig Imogen Grant | 6.52,32 | Griekenland Dímitra Eleni Kontú Zoí Fitsiu | 6.54,78 | Frankrijk Laura Tarantola Claire Bové | 6.55,30 |

### Para-roeien
| Bootklasse                         | Goud                                                                                                | Goud     | Zilver                                                                         | Zilver   | Brons                                                                                  | Brons    |
| Para mannen skiff PR1 M1x          | Italië Giacomo Perini                                                                               | 8.55,08  | Oekraïne Roman Polianskyi                                                      | 9.00,19  | Duitsland Marcus Klemp                                                                 | 9.28,26  |
| Para vrouwen skiff PR1 W1x         | Noorwegen Birgit Skarstein                                                                          | 10.05,80 | Israël Moran Samuel                                                            | 10.07,97 | Frankrijk Nathalie Benoit                                                              | 10.08,36 |
| Para gemengd dubbel twee PR2 Mix2x | Verenigd Koninkrijk Lauren Rowles Gregg Stevenson                                                   | 8.02,94  | Nederland Corné de Koning Chantal Haenen                                       | 8.08,87  | Oekraïne Svitlana Bohuslavska Iaroslav Koiuda                                          | 8.13,88  |
| Para gemengd dubbel twee PR3 Mix2x | Frankrijk Guylaine Marchand Laurent Cadot                                                           | 7.35,81  | Oekraïne Dariia Kotyk Stanislav Samoliuk                                       | 7.37,69  | Verenigd Koninkrijk Annabel Caddick Samuel Murray                                      | 7.43,68  |
| Para gemengd dubbel vier PR3 Mix4+ | Verenigd Koninkrijk Francesca Allen Giedrė Rakauskaitė Morgan Fice-Noyes Edward Fuller Erin Kennedy | 6.52,50  | Duitsland Susanne Lackner Jan Helmich Marc Lembeck Kathrin Marchand Inga Thöne | 6.57,42  | Frankrijk Erika Sauzeau Gregoire Bireau Remy Taranto Margot Boulet Émilie Acquistapace | 7.01,48  |

## Medailleklassement
| Plaats | Land                | Goud | Zilver | Brons | Totaal |
| 1      | Verenigd Koninkrijk | 5    | 3      | 2     | 10     |
| 2      | Roemenië            | 5    | 1      | 0     | 6      |
| 3      | Nederland           | 2    | 5      | 4     | 11     |
| 4      | Zwitserland         | 2    | 1      | 1     | 4      |
| 5      | Frankrijk           | 2    | 0      | 4     | 6      |
| 6      | Italië              | 1    | 3      | 2     | 6      |
| 7      | Oekraïne            | 1    | 2      | 1     | 4      |
| 8      | Kroatië             | 1    | 0      | 0     | 1      |
| 8      | Noorwegen           | 1    | 0      | 0     | 1      |
| 8      | Polen               | 1    | 0      | 0     | 1      |
| 11     | Griekenland         | 0    | 3      | 1     | 4      |
| 12     | Duitsland           | 0    | 1      | 2     | 3      |
| 13     | Israël              | 0    | 1      | 0     | 1      |
| 13     | Litouwen            | 0    | 1      | 0     | 1      |
| 15     | Spanje              | 0    | 0      | 2     | 2      |
| 16     | Tsjechië            | 0    | 0      | 1     | 1      |
| 16     | Servië              | 0    | 0      | 1     | 1      |
| Totaal | Totaal              | 21   | 21     | 21    | 63     |